# ییلدیزلی (آرهاوی)
ییلدیزلی (به ترکی استانبولی: Yıldızlı) یک منطقهٔ مسکونی در ترکیه است که در آرهاوی واقع شده‌است. ییلدیزلی ۲۳ نفر جمعیت دارد.